# Panzerzug Generał Śmigły-Rydz
Der Panzerzug Generał Śmigły-Rydz war ein polnischer Breitspur-Panzerzug aus der Zeit des Polnisch-Ukrainischen Krieges von 1919.

## Geschichte
Im August 1919 erbeuteten polnische Truppen unter Leutnant Münnich in Ziabki den bolschewistischen Panzerzug Imeni 3. Internazionala, welcher über einen Artilleriewagen und vier Sturmwagen verfügte. Daraus entstanden der Panzerzug Piłsudczyk-szeroki und der Panzerzug Generał Śmigły-Rydz. Er erhielt die Nummer 7 und wurde als Pociąg pancerny 7 „Generał Śmigły-Rydz“ (kurz P.P. 7, deutsch: Panzerzug 7) geführt. Der Panzerzug wurde zu Ehren des Marschall Edward Rydz-Śmigły benannt.

## Technische Daten

### Artilleriewagen
Der Panzerzug Generał Śmigły-Rydz verfügte über einen Artilleriewagen mit einer 15-cm-Haubitze. Dies waren ehemalige amerikanische Kohlewaggons aus Eisen und wurden auf der Transsibirischen Eisenbahn eingesetzt. Dabei wurden die Seitenwände erhöht und an einer Stirnseite wurde ein Öffnung eingebracht, für die Haubitze. Mittig zu beiden Seiten waren Öffnungen für je ein Maschinengewehr. Auf der anderen Stirnseite befand sich auf dem Dach ein erhöhter Aufbau für einen Beobachter. Zusätzlich wurden auf dem Dach lange Holzplanken mitgeführt.

### Sturmwagen
Zwei Sturmwagen waren beim Panzerzug Generał Śmigły-Rydz vorhanden und mit Maschinengewehren ausgerüstet und wurden für den Transport des Infanterie-Sturmzuges genutzt.

### Abstoßwagen
An beiden Enden verfügte der Panzerzug über je einen Flachwagen, welcher als Abstoßwagen diente.

## Einsatz
Über einen genauen Einsatz des Panzerzuges sind keine Informationen bekannt.